# اندیس دره به
دره به یک اندیس فلزی است که در حوالی شهر سوریان استان فارس قرار دارد و مادهٔ معدنی موجود در آن، منگنز است.سنگ میزبان این اندیس آهک و سنگهای ساب ولکانیک است  